# Franz Rieser
Franz Rieser (* 28. Februar 1927 in Feistritz an der Gail; † 18. März 2007 in Ferlach, Kärnten) war ein österreichischer Lehrer. Im Herbst 1987 verübte er ein Attentat auf den Kärntner Landeshauptmann Leopold Wagner.
Am 6. Oktober 1987 gab Rieser auf seinen ehemaligen Schulkollegen Leopold Wagner auf der Toilette des Klagenfurter Volkskellers (später „Hirter Botschaft“) zwei Schüsse ab und verletzte ihn dabei lebensgefährlich. Grund für das Attentat war, dass Rieser sich bei einer Postenbesetzung übergangen gefühlt hatte. Wagner überlebte das Attentat schwer verletzt, zog sich jedoch später aus der Politik zurück.
Zu den Schüssen kam es, nachdem Rieser Wagner wegen der vermeintlichen Übergehung zur Rede gestellt hatte und ihn mit einer Waffe bedrohte, die dieser ihm entreißen wollte. Rieser feuerte zweimal und verletzte den Landeshauptmann schwer.
Bei der späteren Gerichtsverhandlung vor dem Landesgericht Klagenfurt wurde er von dem Vorwurf des Mordversuchs freigesprochen. Er wurde nach einem zweiten Verfahren in Innsbruck der absichtlichen schweren Körperverletzung schuldig gesprochen und zu drei Jahren Haft verurteilt. Rieser wurde nach 34 Monaten wieder aus der Haft entlassen. Nach seiner Freilassung betrieb Rieser einige Jahre eine Kunstgalerie und lebte von der Öffentlichkeit zurückgezogen.
Rieser starb im März 2007 im Alter von 80 Jahren nach langer Krankheit. Er wurde in Kappel an der Drau beigesetzt.